# Philip Rivers
Philip Michael Rivers (ur. 8 grudnia 1981 w Decatur w stanie Alabama) – amerykański futbolista występujący na pozycji quarterbacka w Los Angeles Chargers (NFL).

## Kariera w NFL
W latach 2000–2003 reprezentował w futbolu amerykańskim drużynę uczelni Uniwersytetu Stanowego Karoliny Północnej (North Carolina State University), grając na pozycji quarterbacka, po czym został wybrany w drafcie z 2004 r. przez New York Giants, którzy w ramach wymiany oddali go do San Diego Chargers (obecnie Los Angeles Chargers). Od tamtej pory nieprzerwanie występuje w drużynie Chargers

## Życie prywatne
Matka Philipa Riversa była nauczycielką, a ojciec trenerem szkolnej drużyny futbolu amerykańskiego. Miał dwoje rodzeństwa - Stephena i Annę. Jest katolikiem. Wraz z żoną Tiffany Rivers mają dziewięcioro dzieci. Związek małżeński zawarli 19 maja 2001 r.
Przed draftem w 2019 r. Philip Rivers był na osiemnastym miejscu najlepiej zarabiających graczy w NFL z wynagrodzeniem w wysokości 20 812 500 dolarów rocznie (stan na 14.03.2019 r.).